# Hybomitra subvittata
Hybomitra subvittata är en tvåvingeart som först beskrevs av Seguy 1934.  Hybomitra subvittata ingår i släktet Hybomitra och familjen bromsar.
Artens utbredningsområde är Marocko. Inga underarter finns listade i Catalogue of Life.